# Jacek Bławut
Jacek Bławut (Zagórze Śląskie, 3 de novembre de 1950) és un director de fotografia, director de cinema i productor de cinema polonès, que treballa principalment en documentals.

## Biografia
Bławut va aparèixer en algunes pel·lícules quan era adolescent i va debutar el 1960 a la pel·lícula Marysia i krasnoludki de Jerzy Szeski i Konrad Paradowski. El 1982, Bławut va completar els seus estudis de cinematografia a la Universitat Estatal de Cinema, Televisió i Teatre a Łódź. Ha fet els seus propis documentals des de l'any 1984, però només va guanyar més fama el 1990 amb la pel·lícula Nienormalni. De 1992 a 1994 va ser coeditor de la revista Film na Świecie (Cinema del món ). Va donar conferències a escoles de cinema a Berlín, Hannover i Toruń. Des de 2003 és membre de l'Acadèmia de Cinema Europeu. Fa classes a l'Escola Wajda de Varsòvia.
Bławut és el pare del director Jacek Piotr Bławut i de l'editor de cinema Weronika Pliszka.

## Direcció

### Documentals
- 1984: Superciężki, documental sobre el lluitador Adam Sandurski
- 1984: Widok, documental sobre la mina de carbó a Bełchatów
- 1985: Ślizgiem do nieba, documental sobre l'esportista Waldemar Marszałek
- 1986: Cyrk Skalskiego, documental sobre el pilot de caça Stanisław Skalski
- 1986: Kostka Cukru, documental sobre els cavalls a la Velká Pardubická
- 1986: Monastyr, documental sobre el Monestir de Bachkovo
- 1988: Byłem Generałem Wehrmachtu, pel·lícula documental sobre el soldat de l'Armia Krajowa Kazimierz Leski
- 1988: Zaduma, documental sobre el cavall de carreres Zaduma
- 1989: An Auschwitz Love Story, documental sobre el camp de concentració d'Auschwitz, dirigit juntament amb Michał Żarnecki
- 1990: Nienormalni (Els anormals), documental sobre el centre per a nens amb discapacitat mental de Kozice Dolne
- 1991: ...und Dann mussten wir Noch Watschwiren
- 1993: Die Reise nach Tunesien
- 1995: Rogate dusze, documental sobre un legionari estranger polonès
- 1996: Miałem przyjaciela
- 1996: Olimpiada specjalna
- 1997: Ein anderes Haus / Another Home, documental sobre tres residències de gent gran
- 1998: Paweł, documental sobre un esportista amb discapacitat mental
- 2000: Kawaleria powietrzna, sèrie documental en 26 episodis sobre els 25 Brygada Kawalerii Powietrznej
- 2001: Dzień weselny. Sylwia i Grzegorz
- 2002: Ach, jak przyjemnie!, sèrie documental sobre participants en un curs de vela
- 2002: Dzień weselny. Kasia i Wojtek
- 2002: Kraj urodzenia...
- 2003–2004: Ja alkoholik, documental sobre l'alcoholisme
- 2004: Born dead, documental sobre un reclus que treballa amb nens amb discapacitat
- 2005: Eres z Ałtaju, documental sobre Eres d'11 anys
- 2005: Kamienie, documental sobre una obra de passió interpretada per persones sense sostre i persones amb discapacitat
- 2005: Szczur w koronie, documental sobre un alcohòlic
- 2007: Niezwykły lot Boeinga 737
- 2007: Wojownik, documental sobre el kickboxer Marek Piotrowski
- 2010: Ostatni raz kawaler
- 2012: Wirtualna wojna, documental sobre homes fascinats per la Segona Guerra Mundial
- 2012: Samotność dźwięku, documental sobre Tomasz Sikorski

### Llargmetratges
- 2008: Jeszcze nie wieczór
- 2022: Orzeł. Ostatni patrol

## Director de fotografia
- 1989: Dekalog, dziesięć (director: Krzysztof Kieślowski)

## Premis
- 1993 Paszport Polityki en categoria de pel·lícula